# Monte Challenger
El monte Challenger es una montaña en la Isla Soledad, Islas Malvinas. Se encuentra al sur del Monte Kent. Algunos combates se libraron en la zona durante la guerra de las Malvinas y hay todavía campos minados. El río Murrell nace en esta elevación.